# Sbarramento Passo Tre Croci
Lo sbarramento del Passo Tre Croci è uno sbarramento facente parte del XV settore di copertura Pusteria (successivamente passato al settore XVI settore di copertura Cadore - Carnia) del Vallo alpino in Alto Adige, costruito presso il passo Tre Croci, in territorio di Cortina d'Ampezzo al confine tra la provincia autonoma di Bolzano e la provincia di Belluno.

## Storia
La val di Landro fa da collegamento tra la val Pusteria (Dobbiaco), scendendo perpendicolarmente verso sud, presso Carbonin (ted. Schluderbach) dividendosi in due: una via porta al passo Cimabanche (ted. Gemärk Pass) dove si trova l'omonimo sbarramento, scendendo fino a Cortina d'Ampezzo, mentre l'altra porta innanzitutto al lago di Misurina, oltrepassando il passo Tre Croci (1.809 m) e giungendo anche in questo caso a Cortina.
Questo sbarramento fu progettato allo stesso tempo dello sbarramento di Cimabanche, ovvero nel marzo 1940; assieme questi due sbarramenti avevano il compito di difendere le vie d'accesso alla conca ampezzana. In particolare questo sbarramento doveva difendere la strada statale 48 delle Dolomiti presso il passo; rientrava quindi nel raddoppio del III sistema difensivo, con 10 opere difensive resistenti ai grandi calibri:
- 6 disposte ai piedi del monte Cristallo;
- 4 disposte ai piedi del Sorapiss.

In totale questo sbarramento era armato da 16 fucili mitragliatori, 27 mitragliatrici, 2 pezzi anticarro, 2 lanciafiamme e 2 cannoni da 75/27.
Come per tutti gli altri sbarramenti difensivi, anche in questo i lavori proseguivano lentamente, e verso la fine del 1940 solo 5 opere erano complete nella parte muraria:
- opera 2: in calcestruzzo, con un armamento previsto di 3 mitragliatrici e 1 pezzo controcarro da 47/32;
- opera 3: in calcestruzzo, con un armamento previsto di 4 mitragliatrici, 1 pezzo anticarro da 47/32, 1 lanciafiamme con azione sul fossato anticarro e 1 osservatorio attivo in torretta;
- opera 4: in caverna, con un armamento previsto di 4 mitragliatrici;
- opera 6: in calcestruzzo, con un armamento previsto di 3 mitragliatrici;
- opera 7: in calcestruzzo, con un armamento previsto di 4 mitragliatrici, 1 lanciafiamme e 1 osservatorio in torretta. Questa era l'opera a comando dell'intero sbarramento.

Per altre tre opere erano in corsi i lavori di scavo:
- opera 1: in caverna, con un armamento previsto di 2 mitragliatrici e 1 osservatorio in casamatta con piastra;
- opera 1bis: in calcestruzzo, con un armamento previsto di 3 mitragliatrici;
- opera 5: in caverna, con un armamento previsto di una sezione da 75/27 su affusto campale, a difesa del ponte sul torrente Rudavoi e 1 osservatorio in casamatta con piastra;

Non furono mai costruite invece altre due opere:
- opera 1ter: un ricovero attivo in caverna, con un armamento previsto di 2 fucili mitragliatori e 2 mortai da 81 mm;
- opera 6bis: ricovero in caverna per Nuclei armi supplementari fm.

L'illuminazione generale del terreno era da affidare a 2 stazioni fotoelettriche da posizionare, rispettivamente in prossimità delle opere 5 e 6.
Le opere precedentemente ultimate nella muratura, vennero ultimate negli arredamenti interni e mascheramenti nel 1941 (l'opera 7 non ricevette mai la sua torretta), e pronte per la consegna alla Guardia alla Frontiera nel 1942. Le altre tre opere dove i lavori risultavano in corso, gli scavi vennero sospesi; solo lo scavo in caverna dell'opera 5 venne portato a termine.
Quando furono fermati i lavori nel 1942, solamente le opere ultimate risultavano complete anche di sistema di aerazione e brande nelle camerate, ma mancavano ancora gli armamenti. Nonostante ciò, le opere furono consegnate al sottosettore “Drava” di San Candido del XV Settore di Copertura G.A.F.; si può notare infatti come le opere abbiano alcuni segni di utilizzo, nonostante alcune postazioni non siano finite.
Dato che lo sbarramento dopo il 1945 non era più militarmente utile, attualmente esso si trova nelle stesse condizioni di quando i lavoratori lo avevano messo a punto, con l'aggiunta del naturale lento degrado. La mimetizzazione tuttavia venne completata miseramente: certamente le feritoie furono mimetizzate, e le nude mura di calcestruzzo furono tinteggiate con colori mimetici, cosicché oggi le opere lasciano mostrate le loro mura lisce.
Nel dopoguerra lo sbarramento con le sue opere non fu riutilizzato militarmente, nonostante vi siano tracce di un suo riutilizzo come deposito.
Delle 5 opere che furono costruite, alcune sono state scavate nella roccia, ovvero in caverna, ai fianchi delle montagne, a sinistra e a destra, all'altezza del passo. Gli allestimenti interni delle opere erano stati completati, ed infatti ancora oggi sono ancora visibili l'impianto di ventilazione e le brande degli alloggi per la truppa. Particolarmente strano risulta che ancora oggi sono presenti parte degli affustini delle mitragliatrici MG.

## Fossato anticarro
Dello sbarramento faceva parte un fossato anticarro lungo 500 metri circa, con un'altezza pari a tre metri tra le opere 2 e 3. Il fossato inizia ai piedi del monte Cristallo (3.221 m), parte in direzione sud, tagliando il percorso della SS 48 delle Dolomiti, quindi si estende in direzione sud-ovest, per terminare ai piedi del Sorapiss. Come di consueto l'ostacolo esegue nel suo centro una leggera svolta, cosicché le opere poste ai limite del fossato, con i loro cannoni anticarro non si sparassero vicendevolmente contro per errore.
Un ulteriore ostacolo fu ipotizzato per interrompere la SS 48 al chilometro 132, ovvero all'altezza del ponte sul torrente Rudavoi, più o meno a 800 metri a est dello sbarramento.
Il fossato anticarro è tutt'oggi ben conservato e visibile dalla strada statale 48 delle Dolomiti.

## Tabella delle opere dello sbarramento
|            | Tipo         | Fuc. MTR | MTR | Cann A.C. | Cannoni 75/27 | Osserv. | Note                 |
| ---------- | ------------ | -------- | --- | --------- | ------------- | ------- | -------------------- |
| Opera 1    | Piccola CAV  | 1        | 2   | -         | -             | 1c      | -                    |
| Opera 1bis | Media CLS    | 2        | 3   | -         | -             | 1p      | -                    |
| Opera 1ter | Ricovero CAV | 1        | 3   | 1         | -             | 1p      | 2 mortai da 81 (NAS) |
| Opera 2    | Media CLS    | 1        | 3   | 1         | -             | 1p      | -                    |
| Opera 3    | Grande CLS   | 2        | 4   | 1         | -             | 1t      | 1 lanciafiamme       |
| Opera 4    | Media CAV    | 1        | 3   | -         | -             | -       | -                    |
| Opera 5    | Grande CAV   | 2        | 5   | -         | 2             | 1c      | -                    |
| Opera 6    | Media CLS    | 2        | 3   | -         | -             | 1t      | -                    |
| Opera 6bis | Ricovero CAV | 2        | -   | -         | -             | -       | NAS (Fm)             |
| Opera 7    | Media CLS    | 2        | 4   | -         | -             | 1t      | Comando sbarramento  |
| Totale     | 10           | 16       | 27  | 2         | 2             | 7       | -                    |

## Descrizione dello sbarramento

### Opera 2
- Come raggiungere l'opera

L'opera si trova a nord del passo, all'estremità nord del fossato anticarro.
- Caratteristiche

L'opera è interrata in un colle ed è di medie dimensioni, sita ai piedi del monte Cristallo. L'opera ha anche feritoie per mitragliatrici e una torretta di osservatorio protetto. Qui si trova una camerata che ospita ancora i letti a castello dei soldati e degli ufficiali. Bisogna tenere a mente che il progetto di questo sbarramento tiene conto della disfatta di almeno sei solidi sbarramenti precedenti.
Entrambi gli ingressi, posti ben vicini tra di loro, sono difesi da un'unica caponiera per la difesa vicina. In totale l'opera era dotata di 4 feritoie. Era prevista, ma non installata, la torretta metallica dell'osservatorio attivo.
- Armamento previsto

1 fucile mitragliatore, 3 mitragliatrici ed 1 cannone anticarro
- Ingressi

L'opera ha 2 ingressi
- Dati relativi a aprile 2010
- Coordinate geografiche: 46°33′25.91″N 12°12′31.72″E

### Opera 3
- Come raggiungere l'opera

L'opera si trova a sud del passo, all'estremità sud del fossato anticarro.
- Caratteristiche

L'opera è interrata in un colle ed è di medie dimensioni, sita ai piedi del Sorapiss. Qui si trova una camerata che ospita ancora i letti a castello dei soldati e degli ufficiali. Si trova inoltre, dentro una stanza, una vecchia stufa a legna. Sempre al suo interno si trova ancora il bancale che instrada l'aria nelle varie tubazioni. L'opera era dotata di un osservatorio in torretta. Entrambi gli ingressi erano protetti da relativa caponiera per la difesa da vicino. In totale l'opera era dotata di 5 feritoie.
Davanti all'opera, il suo cannone doveva tenere sotto tiro la parte sud del fossato.
- Armamento previsto

2 fucili mitragliatori, 4 mitragliatrici, 1 cannone anticarro, 1 lanciafiamme
- Ingressi

L'opera ha 2 ingressi
- Dati relativi a aprile 2010
- Coordinate geografiche: 46°33′19.72″N 12°12′30.28″E

### Opera 4
- Come raggiungere l'opera

L'opera si trova a sud-est del passo, lungo il sentiero n. 215 che conduce al rifugio Alfonso Vandelli.
- Caratteristiche

L'opera è di media grandezza e scavata nella roccia. Il corridoio armi risulta parzialmente allagato, mentre le scale che conducono all'arma 1 risultano distrutte. Uno dei due ingressi arriva su una scala pericolosa da percorrere. L'altro ingresso invece porta in basso attraverso alcune scale che scendono.
- Armamento previsto

1 fucili mitragliatori, 3 mitragliatrici
- Ingressi

L'opera ha 2 ingressi
- Dati relativi a dicembre 2012
- Coordinate geografiche: 46°33′13.72″N 12°12′24.28″E

### Opera 5
- Come raggiungere l'opera

L'opera si trova a sud-est del passo, lungo il sentiero n. 215 che conduce al rifugio Alfonso Vandelli, seguendo quindi il sentiero che conduce anche all'opera 4.
- Caratteristiche

L'opera è di grandi dimensioni e scavata nella roccia. Quest'opera non fu ultimata e quindi ne rimangono solo gli scavi nella roccia.
- Armamento previsto

5 mitragliatrici, 2 cannoni da 75/21
- Ingressi

L'opera ha 2 ingressi
- Dati relativi a dicembre 2012
- Coordinate geografiche: 46°33′04.69″N 12°12′44.18″E

### Opera 6
Come raggiungere l'opera

L'opera risulta leggermente più complicata da raggiungibile dal passo, infatti bisogna inoltrarsi un po' seguendo il sentiero n. 203 in direzione nord-ovest attraverso il bosco e ad un certo punto seguire l'ex carreggiata militare che taglia nettamente verso destra; dopo qualche decina di metri si trova l'opera.
- Caratteristiche

L'opera è di medie dimensioni, costruita in calcestruzzo e parzialmente interrata sita ai piedi del monte Cristallo. L'opera ha feritoie per mitragliatrici. Qui si trova una camerata che ospita ancora un letto a castello dei soldati. Nell'opera doveva essere installato un osservatorio in torretta. Entrambi gli ingressi dell'opera hanno le relative caponiere per la difesa da vicino.
- Armamento previsto

2 fucile mitragliatore, 3 mitragliatrici ed un osservatorio torretta
- Ingressi

L'opera ha 2 ingressi
- Dati relativi a aprile 2010
- Coordinate geografiche: 46°33′32.47″N 12°12′04.17″E

### Opera 7
Come raggiungere l'opera

Per raggiungere l'opera bisogna inizialmente seguire il sentiero n. 213 in direzione sud. A 1600 m s.l.m. circa si trova un bivio dove una stradina sale sulla sinistra; da qui si prosegue in salita per due tornanti e per poi, al bivio successivo, tornare a puntare verso nord. Alla fine della stradina si trova l'opera.
- Caratteristiche

L'opera è di medie dimensioni, costruita in calcestruzzo, con un armamento previsto di 4 mitragliatrici, 1 lanciafiamme e 1 osservatorio in torretta mai installato. Questa era l'opera a comando dell'intero sbarramento. Al suo interno si trovano ancora i letti oramai totalmente arrugginiti.
- Armamento previsto

2 fucile mitragliatore, 4 mitragliatrici, 1 lanciafiamme ed un osservatorio torretta
- Ingressi

L'opera ha 2 ingressi
- Dati relativi a aprile 2010
- Coordinate geografiche: 46°33′12.23″N 12°12′09.76″E